# Rača (općina)
Rača (ćirilično: Општина Рача) je općina u Šumadijskom okrugu u Srbiji. Središte općine je grad Rača. U općini se nalazi 18 osnovnih i 1 srednjih škola (Srednja škola "Đura Jakšić").

## Zemljopis
Općina se prostire na 216 km², (od čega na poljoprivrednu površinu otpada 17.191 ha, a na šumsku 3.024 ha).

## Stanovništvo
Prema popisu stanovništva iz 2002.godine u općini živi 12.959 stanovnika, raspoređenih u 18 naselja.
Prirodni priraštaj iznosi -12,3 ‰.

## Naselja
Naselja u općini su: Adrovac, Borci, Bošnjane, Veliko Krčmare, Viševac, Vojinovac, Vučić, Donja Rača, Donje Jarušice, Đurđevo, Malo Krčmare, Miraševac, Popović, Rača, Saranovo, Sepci, Sipić i Trska.

## Vanjske poveznice
- Službena općine Rača